# The Dø
The Dø és un grup musical de pop indie finès-francès fundat a París l'any 2005. La banda està formada per Olivia Merilahti (cantant i músic) i Dan Levy (multiinstrumentista). El duet ha comptat amb el suport a l'escenari de tres bateries diferents: Jérémie Pontier (2007-2008), José Joyette (2008-2009) i Pierre Belleville (des de 2009). El seu primer àlbum d'estudi A Mouthful va encapçalar les llistes franceses el 2008, convertint-los en el primer grup francès cantant en anglès a assolir aquesta posició.

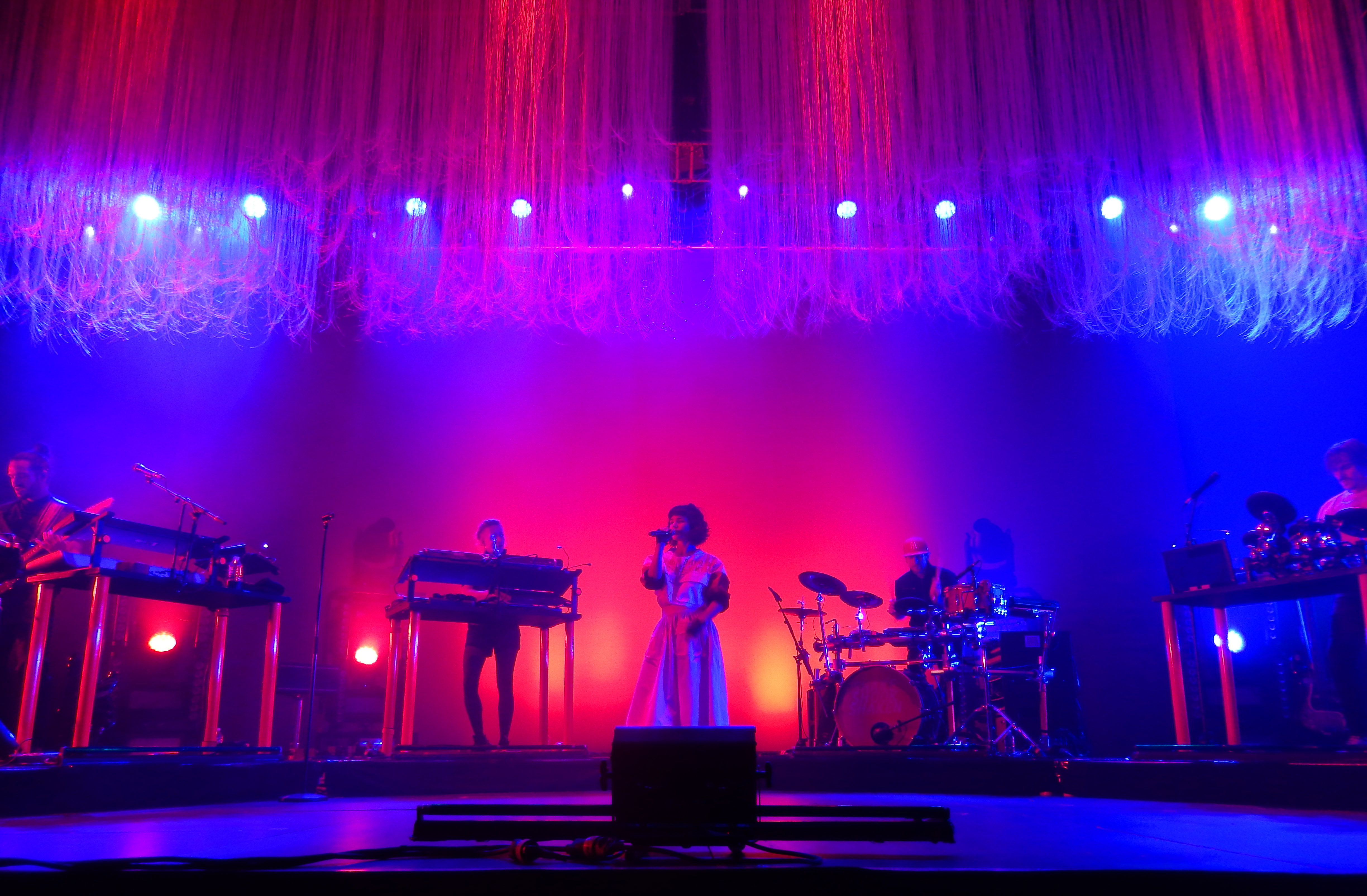
The Dø en concert a Rennes el novembre 2015

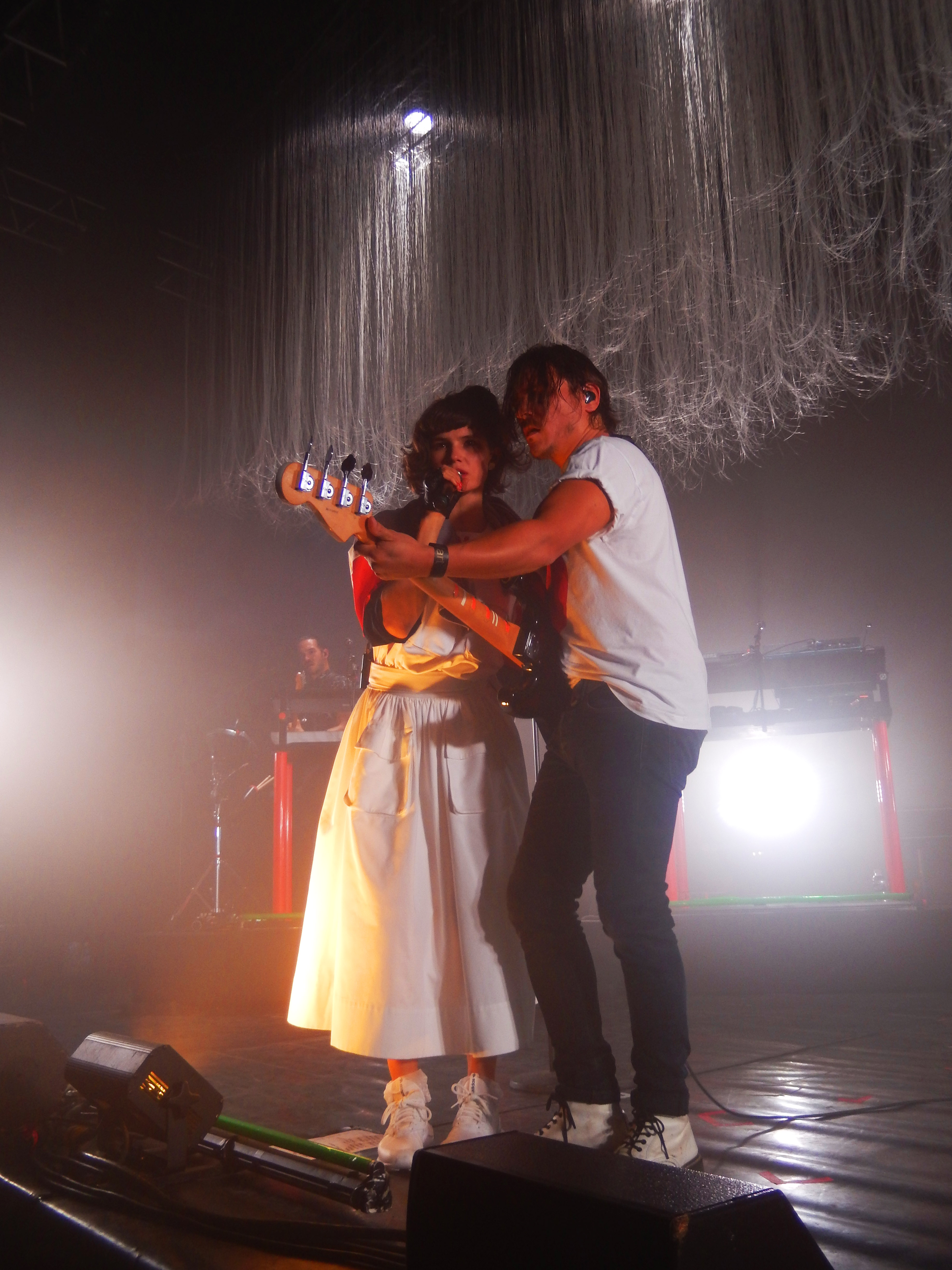
The Dø en concert a St Martin des Champs-Morlaix l'octubre 2015

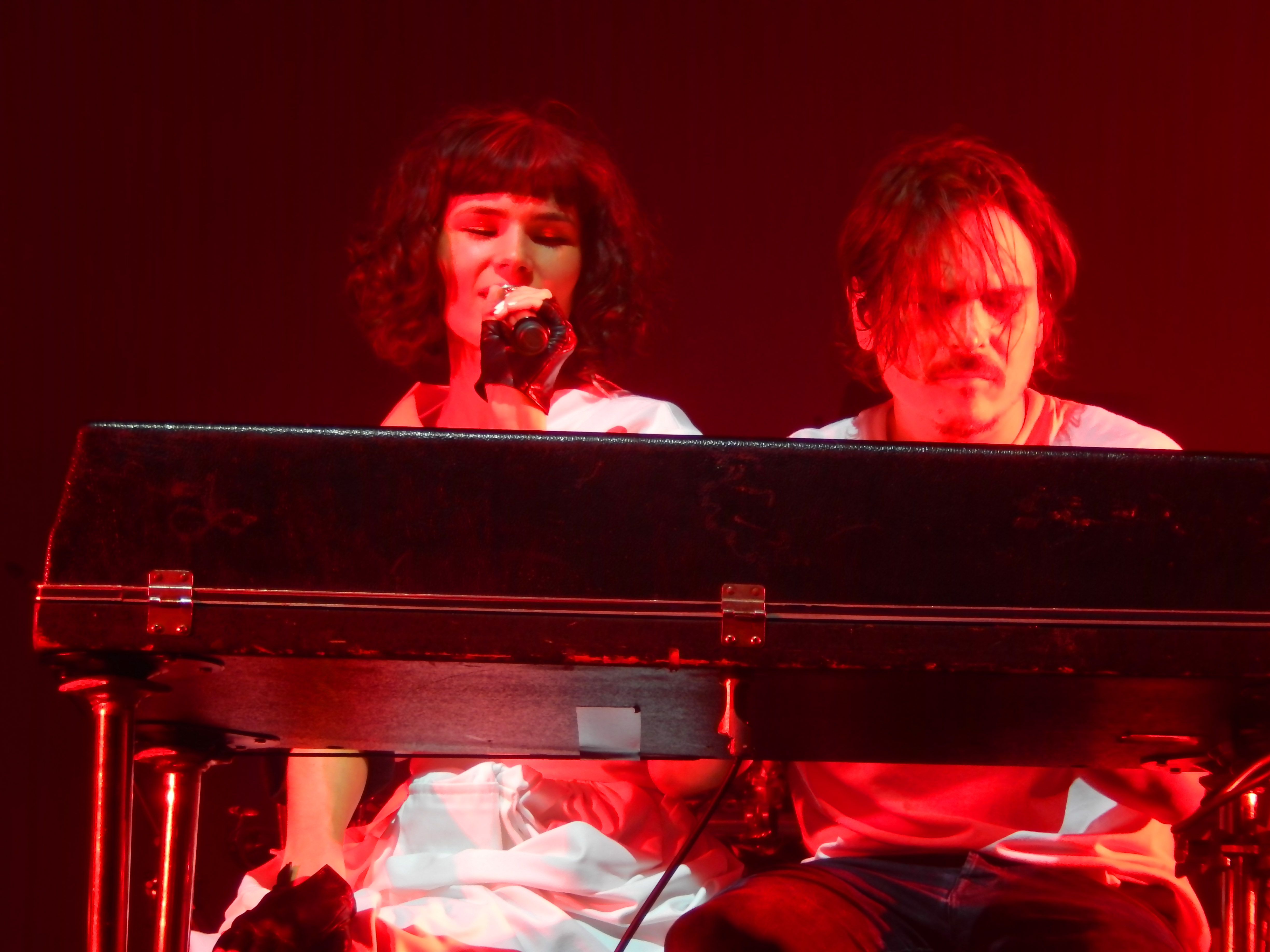
The Dø en concert a Nantes el desembre 2015

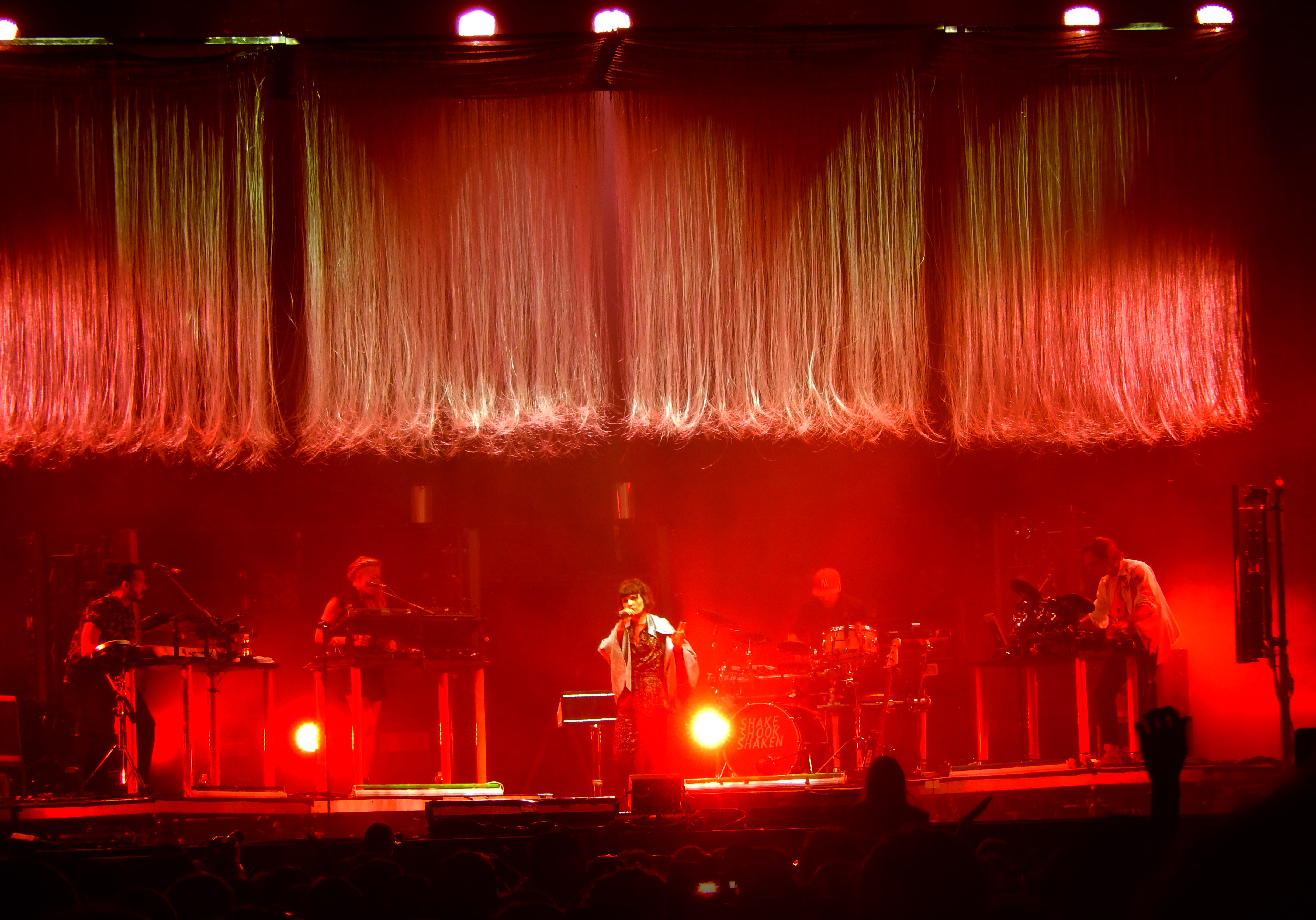
The Dø al Festival de Beauregard 2015

## Biografia

### Formació i inici de carrera (2005–2007)
Olivia Merilahti i Dan Levy es van conèixer el 2005 mentre gravaven la música de la pel·lícula francesa L'imperi dels llops dirigida per Chris Nahon i produïda per Gaumont.
Van llançar la seva primera peça sota el nom de Dø uns mesos més tard en forma d'un EP de tres cançons. El nom de la banda deriva de la primera nota de l'escala solfeig, i es pronuncia com la paraula anglesa "dough", amb un so llarg "o". S'escriu amb la lletra Ø (o tallada), i la "D" sovint en minúscula per semblar-se a una mitja nota. Això incloïa "The Bridge Is Broken", compost per a un ballet de dansa contemporània titulat Scène d'amour pel coreògraf finlandès Juha-Pekka Marsalo. Van continuar treballant en pel·lícules, com The Passenger (premiada al Festival d'Angers i al Festival d'Aubagne), Wild Camp i Darling. Van posar música a les obres de dansa Prologue, Perle i Cinderella de Juha-Pekka Marsalo, així com conferències de poesia de Carolyn Carlson) i l'obra escènica Laure de Colette Peignot.
En el seu temps lliure, van escriure les cançons que figurarien en el seu primer àlbum, A Mouthful. La pàgina Myspace de la banda es va obrir l'any 2007. Les quatre primeres cançons ("The Bridge is Broken", "At Last", "On My Shoulders" i "Playground Hustle") es van publicar en línia. Aquests van crear ràpidament un rebombori que els va portar a tocar una sèrie de concerts exhaurits a París. El desembre de 2007 van obrir el festival Les Transmusicales de Rennes.
Mentrestant, van signar amb el segell independent Cinq/7, i la cançó "On My Shoulders" va ser el seu primer senzill, també utilitzat en un comercial de notepads Oxford.

### A Mouthful(2008–2010)
A Mouthful es va estrenar a França el gener de 2008. Va ser llançat a la resta d'Europa i Austràlia més tard aquell any. Va ser molt ben rebut per la crítica i el públic, ocupant el número 1 a la llista francesa d'àlbums la primera setmana. Va ser aclamat com un disc eclèctic, inspirant-se en diversos gèneres com el pop, la folk, el rock i la hip hop, mantenint la integritat i un enfocament original.
El primer senzill de l'àlbum va ser "On My Shoulders", seguit de "At Last" i "Stay (Just a Little Bit More)". El vídeo musical de "At Last" va ser dirigit pel coreògraf belga Wim Vandekeybus.
La banda va fer una gira per Europa i Austràlia durant més de 200 concerts. Van passar l'estiu del 2008 tocant a la majoria dels festivals més grans d'Europa (Eurockéennes de Belfort, Paleo, Provinssirock, Vieilles Charrues, Roskilde, Main Square Festival, Pukkelpop...), van volar a Austràlia per al V Festival a la primavera de 2009, i va passar dues setmanes a Amèrica, tocant des de Mèxic fins al Canadà, Nova York fins a Los Angeles, el setembre de 2009.
El 2009, The Dø va guanyar un premi EBBA. Cada any, els European Border Breakers Awards () reconeixen l'èxit de deu artistes o grups emergents que van arribar al públic fora dels seus països amb el seu primer àlbum llançat internacionalment l'any anterior.
A Mouthful va ser llançat oficialment als Estats Units l'abril de 2010 a Six Degrees Records, incloent tres temes addicionals.

### Both Ways Open Jaws(2011)
El desembre de 2010, la banda va llançar un vídeo per al primer senzill promocional "Dust It Off". El seu segon àlbum titulat Both Ways Open Jaws es va publicar en algunes parts d'Europa el dilluns 7 de març de 2011 i a França el dimecres 9 de març de 2011. A partir de finals d'octubre i finalitzant a mitjans de novembre, l'àlbum va ser llançat a tot el món.

### Shake Shook Shaken(2014-2015)
El 14 de maig la banda va compartir el tema "Keep Your Lips Sealed". Això va ser seguit al juliol amb l'anunci del tercer àlbum de la banda Shake Shook Shaken, publicat el 29 de setembre a França, Benelux, Suïssa i Andorra. Pocs dies després d'aquest anunci, el duet també va compartir un segon tema del disc, "Miracles (Back in Time)". El 18 d'agost es va llançar el tercer senzill de l'àlbum "Despair, Hangover & Ecstasy", que va ser seguit amb un vídeo musical el 21 d'octubre estrenat en línia per The Fader. L'àlbum es va posar a disposició a la resta del món a finals de 2014/principis de 2015.
Shake Shook Shaken va arribar al núm. 7 a la llista general francesa durant la seva setmana de llançament, ocupant-se al núm. 1 al gràfic digital. També va rebre una nominació al Premi a l’Àlbum Independent Europeu de l'Any de l'IMPALA.
L'àlbum va ser premiat àlbum de rock de l'any a les Victoires de la Musique el febrer de 2015.

### Projectes en solitari
El 9 de març de 2020, el duet va anunciar a través de les xarxes socials de Dø que tots dos havien estat treballant en projectes personals. Olivia publicava nou material el 28 de maig de 2021 amb el seu projecte en solitari "Prudence" i Dan treballava amb la banda S+C+A+R+R.

## Discografia

### Àlbums

#### Àlbums d'estudi
| Any  | Àlbum               | Posició màxima a llistes | Posició màxima a llistes | Posició màxima a llistes | Posició màxima a llistes | Posició màxima a llistes | Vendes         |
| Any  | Àlbum               | FRA                      | BEL (Fl)                 | BEL (Wa)                 | FIN                      | SWI                      | Vendes         |
| ---- | ------------------- | ------------------------ | ------------------------ | ------------------------ | ------------------------ | ------------------------ | -------------- |
| 2008 | A Mouthful          | 1                        | —                        | 49                       | 39                       | 52                       | - FRA: 150,000 |
| 2011 | Both Ways Open Jaws | 14                       | —                        | 55                       | —                        | 34                       | - FRA: 45,000  |
| 2014 | Shake Shook Shaken  | 7                        | 169                      | 24                       | —                        | 29                       | - FRA: 40,000  |

#### Àlbum en directe
| Any  | Àlbum                        |
| ---- | ---------------------------- |
| 2012 | Both Ways Open Jaws Extended |
| 2017 | Live at l'Olympia, Paris     |

#### Bandes sonores
- 2005: L'imperi dels llops[11]

### EPs
- 2010: Dust It Off

### Senzills
| Any  | Senzill                        | Posició màxima a llistes | Àlbum               |
| Any  | Senzill                        | FRA                      | Àlbum               |
| ---- | ------------------------------ | ------------------------ | ------------------- |
| 2007 | "On My Shoulders"              | —                        | A Mouthful          |
| 2008 | "At Last!"                     | —                        | A Mouthful          |
| 2011 | "Too Insistent"                | 83                       | Both Ways Open Jaws |
| 2011 | "Dust It Off"                  | —                        | Both Ways Open Jaws |
| 2014 | "Keep Your Lips Sealed"        | 66                       | Shake Shook Shaken  |
| 2014 | "Despair, Hangover & Ecstasy"  | 58                       | Shake Shook Shaken  |
| 2014 | "Trustful Hands"               | 88                       | Shake Shook Shaken  |
| 2014 | "Anita No!"                    | 70                       | Shake Shook Shaken  |
| 2014 | "Miracles (Back in Time)"      | 176                      | Shake Shook Shaken  |
| 2014 | "On My Shoulders" (re-estrena) | 160                      | A Mouthful          |
| 2015 | "Sparks"                       | 120                      | Shake Shook Shaken  |

## Premis i nominacions
| Any  | Premi                                                | Resulat   |
| ---- | ---------------------------------------------------- | --------- |
| 2009 | EBBA Awards                                          | Guanyador |
| 2015 | Àlbum de rock de l'any a les Victoires de la Musique | Guanyador |